# 滝菜月
滝 菜月（たき なつき、1993年6月11日 - ）は、日本テレビのアナウンサー。

## 来歴
北海道河東郡音更町出身。身長160 cm。
北海道帯広柏葉高等学校、早稲田大学商学部卒業後、2016年に日本テレビ入社。同期は梅澤廉、佐藤真知子。
2017年10月2日より、同期の梅澤と共に『ヒルナンデス!』の2代目アシスタントに就任。
2020年4月4日、『バズリズム02』の進行に就任。
2021年10月19日、『一撃解明バラエティ ひと目でわかる!!』の進行に就任（特番からレギュラーに転身）。
2022年1月10日、新型コロナウイルス感染により、番組出演見合わせとなる。 同年1月24日の『ヒルナンデス!』で復帰した。
2022年4月9日、『1分入魂』の進行に就任（特番からレギュラーに転身）。
2022年4月末に早稲田大学時代の同級生である一般男性との結婚が決まったことをスポーツ報知の取材にて公表し、同年4月29日の『ヒルナンデス!』放送中に正式に発表した。
2022年5月30日、6月末に退社する久野静香の後任として『速報!MotoGP』を担当することが発表された。
2022年11月18日、『ヒルナンデス!』の生放送の中で第1子妊娠を報告した。12月19日、同月末をもって『ヒルナンデス！』を卒業し、産休・育休入りすることが、生放送内で発表された。
2023年4月16日、第1子男児の出産を報告した。
2024年4月10日、自身のInstagramで復帰を報告した。

## 人物
高校生時代は地元のコミュニティFM局・エフエムおびひろ（FM JAGA）のリスナーであり、メッセージの投稿もしていた。
大学時代は『学生HEROES!Presents フレッシュキャンパスコンテスト2012』に出場し、グランプリを獲得。また、バスガイドのアルバイトをしていた。アナウンススクールはテレビ朝日アスク出身。
趣味はバイクツーリング（ホンダ・VTR250を手放ししばらくはレンタルバイクでツーリング、2019年12月8日から40周年限定カラーのヤマハ・SR400が愛車）、登山、アイススケート。土いじり、パン屋巡り。
野菜ソムリエの資格を持つ。

## 出演番組
太字は、出演中

### 担当番組
- 9秒、10秒、15秒提供アナウンス担当（2016年6月1日 - ）
- 番リポ（2016年7月23日・9月3日・17日）
- 深層NEWS（2016年7月8日 - 2017年9月29日） - 金曜サブキャスター
- オードリーのNFL倶楽部（2016年9月24日 - 2017年2月18日）
- 踊る!さんま御殿!!（2016年12月13日、2018年2月13日、2019年10月29日）
- Oha!4 NEWS LIVE
  - 水曜ニュースキャスター（2017年2月22日 - 3月29日）
  - 水曜メインキャスター（2017年4月5日 - 9月27日）
- サッカーアース（2017年3月6日 - 9月）
- ズームイン!!サタデー
  - ニュースキャスター（2017年4月1日 - 9月30日）
  - 女性総合司会（2024年6月1日 - 7月27日）
- SENSORS（2017年4月30日 - 2018年4月1日）- ナビゲーター
- ヒルナンデス! （2017年10月2日 - 2022年12月26日） - アシスタント
- バズリズム02（2020年4月4日 - 2021年10月9日） - 進行
- 一撃解明バラエティ ひと目でわかる!! - 進行
  - 特番（2020年5月28日）
  - レギュラー（2021年10月19日 - 2022年9月6日）
- 1分入魂 - 進行
  - 特番（2021年7月25日、2022年1月3日）
  - レギュラー（2022年4月9日 - 6月25日）
- 速報!MotoGP（BS日テレ・日テレジータス） - 進行
- 情報ライブ ミヤネ屋（読売テレビ制作、2024年4月23日 - 9月24日） - 火曜ニュースキャスター
- DayDay.（2024年4月25日 - ） - 木曜ナレーター
- キユーピー3分クッキング（2024年7月22日 - ） - アシスタント
- news zero（2024年9月30日 - ） - 月・火曜ニュースキャスター
- 日テレNEWS24（平日昼枠および「皇室日記@日テレNEWS24」など不定期） - キャスター

### テレビドラマ
- 愛してたって、秘密はある。 第2話 (2017年7月23日）
- 花咲舞が黙ってない 第3シリーズ 第7話（2024年5月25日） - アナウンサー 役（声のみの出演）